# شمشیربازی در المپیک تابستانی ۱۹۹۲
شمشیربازی در بازی‌های المپیک تابستانی ۱۹۹۲ نام رویداد ورزش شمشیربازی در بازی‌های المپیک تابستانی بود که در سال ۱۹۹۲ برگزار شد.

## جدول مدال‌ها
| رتبه | کشور           | طلا | نقره | برنز | مجموع |
| ۱    | آلمان (GER)    | ۲   | ۱    | ۰    | ۳     |
| ۱    | ایتالیا (ITA)  | ۲   | ۱    | ۰    | ۳     |
| ۳    | فرانسه (FRA)   | ۲   | ۰    | ۳    | ۵     |
| ۴    | تیم متحد (EUN) | ۱   | ۲    | ۲    | ۵     |
| ۵    | مجارستان (HUN) | ۱   | ۲    | ۰    | ۳     |
| ۶    | کوبا (CUB)     | ۰   | ۱    | ۱    | ۲     |
| ۷    | چین (CHN)      | ۰   | ۱    | ۰    | ۱     |
| ۸    | لهستان (POL)   | ۰   | ۰    | ۱    | ۱     |
| ۸    | رومانی (ROM)   | ۰   | ۰    | ۱    | ۱     |

## کشورهای شرکت کننده
در این مسابقات ۳۰۵ ورزشکار (۲۳۴ مرد و ۷۱ زن) از ۴۲ کشور به رقابت با یک دیگر پرداختند.
| - آرژانتین (۵) - استرالیا (۲) - اتریش (۵) - برزیل (۴) - کانادا (۱۶) - چین (۱۵) - کلمبیا (۲) - کاستاریکا (۱) - کوبا (۵) - چکسلواکی (۵) - استونی (۲) | - مصر (۱) - فرانسه (۲۰) - آلمان (۲۰) - بریتانیای کبیر (۱۵) - یونان (۱) - هندوراس (۱) - هنگ کنگ (۳) - مجارستان (۲۰) - اندونزی (۲) - شرکت‌کنندگان مستقل المپیک (۱) | - ایرلند (۱) - اسرائیل (۱) - ایتالیا (۲۰) - ژاپن (۶) - کویت (۱) - لبنان (۲) - نیوزیلند (۱) - پاراگوئه (۲) - فیلیپین (۱) - لهستان (۲۰) - پرتغال (۴) | - رومانی (۱۵) - عربستان سعودی (۱) - سنگاپور (۲) - آفریقای جنوبی (۵) - کره جنوبی (۱۵) - اسپانیا (۱۷) - سوئد (۶) - سوئیس (۳) - تیم متحد (۲۰) - ایالات متحده آمریکا (۱۶) |  |